# 廣道純
廣道 純（ひろみち じゅん、1973年12月21日 - ）は、大阪府堺市出身のプロ車いすアスリート。
シドニーパラリンピックの800mで銀メダル、アテネパラリンピックの800mで銅メダルを獲得した。
また、2つの部門で日本記録を保持している。
- 400m：50秒21 (2010年大分陸上)
- 800m：1分36秒85（2010年 スイスチャンピオンシップ）

## 略歴
高校1年の時、不良行為の果てにバイクに乗って事故を起こし、脊髄損傷により車椅子生活となる。病院のリハビリ担当者から車いすスポーツのことを聞いたのがきっかけで退院後、即車椅子レースの世界へ。1994年、当時の車いすマラソン世界記録保持者ジム・クナープの元へ弟子入りを志願。彼の元でホームステイし、レース前のメンタルトレーニングや勝ち方、練習方法など多くのことを学び、アスリートとしての素質を開花させる。
1994年ボストンマラソンを皮切りに世界各国のレースに出場。1996年大分国際車いすマラソンでは、日本人初の総合2位を果たす。2000年シドニーパラリンピック800mで銀メダル、 04年3月には日本人初のプロ車いすアスリートとして独立。 その年に行われたアテネパラリンピック800ｍで銅メダルを獲得。2008年北京パラリンピックは大会前までの世界記録を上回る記録で8位入賞。ロンドンパラリンピック800mでは6位入賞と、4大会連続入賞を達成。43歳で迎えるリオデジャネイロパラリンピックでは、3度目の表彰台を目指す。
プロのアスリートになってからは、年間25～30回のレースに出場する傍ら、テレビ・ラジオ出演、講演などもおこなっている。また、選手育成や車いすレース普及の為、大会運営にも取り組み、健常者マラソンと車いすレースの融合できる大会を目指して活動中。
長渕剛のファンで兵庫県立青雲高等学校卒業生。

## 著書
- どうせ、生きるなら（実業之日本社、2004年、ISBN 9784408395579）

## 出演番組
- 廣道純のNever GiveUP!!（OBSラジオ） - パーソナリティ